# 大鷹さおり
大鷹 さおり（おおたか さおり、1987年10月5日 - ）は、北海道生まれの女子バスケットボール選手である。ポジションはガード。

## 人物
小2でバスケを始め、中学時代に北海道選抜主将に抜擢される。
札幌山の手高校ではU-18日本代表候補に選出される。3年では主将を務め、ウインターカップでは初となる3位に貢献しベスト5に選ばれる。
筑波大学進学後は関東大学女子リーグ3連覇に貢献。さらにユニバーシアード日本代表に2大会連続で選出される。
卒業後の2010年、アイシン・エィ・ダブリュに入社。
2013年引退。

## 経歴
- 札幌山の手高校 - 筑波大学 - アイシン・エィ・ダブリュ（2010年〜2013年）